# Temporada de ciclones no Pacífico Sul de 2010–2011
A temporada de ciclones do Pacífico Sul de 2010-2011 foi uma temporada média de ciclones tropicais, com sete ciclones tropicais e cinco ciclones tropicais severos se desenvolvendo durante a temporada. A temporada foi de 1 de novembro de 2010 até 30 de abril de 2011, embora se algum ciclone tropical tivesse se desenvolvido entre 1 de julho de 2010 e 30 de junho de 2011, o ano oficial do ciclone tropical, eles teriam sido contados para o total da temporada. Na bacia do Pacífico Sul, os ciclones tropicais foram oficialmente monitorados pelo Centro Meteorológico Regional Especializado do Serviço Meteorológico de Fiji em Nadi, Fiji, ao norte de 25° S, e ao sul pelo Centro de Alerta de Ciclone Tropical do Serviço Meteorológico da Nova Zelândia em Wellington, Nova Zelândia Zelândia. Quaisquer distúrbios que se formaram na região foram designados com um número sequencial sufixado pela letra F. Além disso, o Joint Typhoon Warning Center das Forças Armadas dos Estados Unidos monitorou não oficialmente partes da bacia durante a temporada, onde qualquer sistema considerado ter atingido a intensidade de tempestade tropical ou maior recebeu um número sufixado com a letra P. RSMC Nadi e TCWC Wellington usam a Escala de Intensidade do Ciclone Tropical Australiano e medem a velocidade do vento por um período de dez minutos, enquanto o JTWC mede ventos sustentados por um período de um minuto que pode ser aplicado à escala de furacão de Saffir-Simpson. Sete tempestades nomeadas se formaram ou se moveram para a bacia do Pacífico Sul durante a temporada de 2010-11, a mais forte das quais foi o ciclone tropical severo Wilma no final de janeiro.

## Perspectivas sazonais
| Fonte Recorde                                               | Ciclone tropical | Ciclone tropical severo    | Ref             |
| ----------------------------------------------------------- | ---------------- | -------------------------- | --------------- |
| Recorde alto:                                               | 1997–98:16       | 1982–83:10                 | [ 1 ]           |
| Recorde baixo:                                              | 2003–04: 3       | 2008–09: 0                 | [ 1 ]           |
| Médias:                                                     | 8.9              | 4.3                        | [ 1 ]           |
| NIWA                                                        | 9–12             | 3                          | [ 2 ]           |
| RSMC Nadi                                                   | 7–9              | 4                          | [ 1 ]           |
| Região                                                      | Previsão         | Hipótese de acima da média | Atividade atual |
| Oeste                                                       | 7–8              | 79%                        | 5               |
| Este                                                        | 5–6              | 33%                        | 7               |
| Fonte:Previsão do BOM para temporada de Ciclones tropicais. |                  |                            |                 |

Antes da temporada de ciclones, RSMC Nadi, TCWC Wellington, o Australian Bureau of Meteorology (BoM) , o Instituto Nacional de Pesquisa Hídrica e Atmosférica da Nova Zelândia (NIWA) e vários outros serviços meteorológicos do Pacífico, todos contribuíram para a previsão de ciclone tropical Island Climate Update que foi lançada em outubro de 2010. A perspectiva levou em consideração as condições moderadamente fortes de La Niña que foram observadas no Pacífico e estações análogas que tiveram as condições de La Niña ocorrendo durante a temporada. A perspectiva previa que um número normal ou acima da média de ciclones tropicais ocorrendo durante a temporada, com nove a doze chamados ciclones tropicais, ocorressem entre 135° E e 120° W em comparação com uma média de nove. Esperava-se que pelo menos três dos ciclones tropicais se tornassem ciclones tropicais severos de categoria 3, enquanto que um deveria se tornar um ciclone tropical severo de categoria 4. Além de contribuir para as perspectivas da Atualização do Clima da Ilha, RSMC Nadi e o BoM publicaram suas próprias previsões sazonais para a região do Pacífico Sul. O BoM emitiu 2 previsões sazonais para a região do Pacífico Sul entre 142,5° E - 165° E e um para a região do Pacífico Sul Leste entre 165° E - 120° W. Eles observaram que a região oeste tinha 79% de chance de estar acima da atividade média, com sete a oito ciclones tropicais a se formarem, em comparação com uma média de cinco ciclones tropicais. A região leste teve 33% de chance de estar acima da média com cinco a seis ciclones tropicais previstos, em comparação com uma média de sete ciclones tropicais.
Dentro de sua perspectiva, o RSMC Nadi previu que entre sete e nove ciclones tropicais ocorreriam na bacia, em comparação com uma média de cerca de 8,9 ciclones. Eles também relataram que o vale de gênese do ciclone tropical deveria estar localizado dentro da área do Mar de Coral próximo e a oeste da Linha Internacional de Data. Isso foi baseado nas condições ENSO esperadas e previstas, e na existência de anomalias de temperatura sub-superficial do Pacífico quente na região. A perspectiva do Island Climate Update avaliou o risco de um ciclone tropical afetar uma determinada ilha ou território. Como era esperado que o vale de gênese do ciclone tropical estivesse localizado dentro da área do Mar de Coral próximo e a oeste da Linha Internacional de Data, atividade normal ou ligeiramente acima do normal era esperada para nações insulares dentro do Mar de Coral. Também foi previsto que o risco de ciclones tropicais afetando nações insulares localizadas a leste da Linha Internacional de Data seria reduzido durante a temporada. Foi previsto que Papua Nova Guiné, Vanuatu, Nova Caledônia, Nova Zelândia e as Ilhas Salomão tinham uma chance elevada de serem afetadas por um ou vários ciclones tropicais. Previu-se que Fiji e Tonga teriam uma chance quase normal, enquanto outras nações insulares tinham uma chance baixa ou reduzida de serem afetadas por um ciclone tropical.

## Resumo sazonal
17 distúrbios tropicais desenvolveram-se durante o ano de ciclones tropicais do Pacífico Sul de 2010-11, com 14 evoluindo para depressões tropicais e 8 tornando-se tropicais e ciclones tropicais severos.

## Sistemas

### Depressão tropical 01F
O primeiro ciclone tropical da temporada, a Depressão Tropical 01F, foi identificado pela primeira vez em 24 de novembro, bem a oeste de Fiji. Esperava-se que ocorresse pouco fortalecimento à medida que o sistema lentamente seguia em direção ao sul-sudeste. No dia seguinte, após uma mudança abrupta para sudoeste, o distúrbio foi atribuído com o identificador 01F enquanto estava situado perto de Vanuatu. Gradualmente fortalecendo-se, o distúrbio foi atualizado para uma depressão tropical em 25 de novembro, após um ligeiro aumento na convecção. Situada ao longo da borda leste de um vale de nível superior, a depressão seguia na direção leste-sudeste e manteria esse movimento geral por vários dias. Embora situado sobre águas quentes, tem estimativa de 30 °C (86 °F), o cisalhamento do vento persistente impediu que o sistema se organizasse.
Posteriormente, o sistema foi realocado para uma região menos favorável à ciclogênese tropical em 27 de novembro, mas continuou a se fortalecer e a se organizar melhor. Apesar de atingir ventos fortes, a depressão não foi classificada como um ciclone tropical, pois esses ventos estavam localizados a cerca de 110 km (68 mi) a partir do seu centro. Durante a tarde de 28 de novembro, a depressão atingiu a pressão barométrica mínima de 999 hPa (mbar ; 999 hPa (29.5 inHg)). O enfraquecimento gradual ocorreu nos dias seguintes, à medida que o sistema seguia para o sul. Em 30 de novembro, a depressão foi desclassificada como um ciclone tropical e foi observada pela última vez em 1º de dezembro perto da Linha Internacional de Data.
Em 26 de novembro, um alerta de ciclone tropical foi emitido para Fiji, uma vez que se esperava que a depressão trouxesse fortes chuvas e ventos fortes para a região. As inundações foram previstas em áreas baixas e, se mais intensificação ocorresse, danos mais significativos seriam esperados. O alerta foi posteriormente gerado para um aviso de ciclone conforme o sistema se aproximava do país. Todas as advertências associadas à depressão foram suspensas em 29 de novembro, quando ela se mudou de Fiji. O sistema trouxe ventos fortes e chuvas fortes para as ilhas de Vatulele e Kadavu, embora nenhum dano tenha ocorrido.

### Ciclone tropical Vania
Durante 5 de janeiro, RSMC Nadi relatou que o Distúrbio Tropical 03F havia se desenvolvido, cerca de 130 km (81 mi) ao nordeste de Nadi, Fiji. Nos dias seguintes, a perturbação desenvolveu-se gradualmente ainda mais antes de RSMC Nadi classificá-la como uma depressão tropical no início de 9 de janeiro. Em 11 de janeiro, o Joint Typhoon Warning Center iniciou alertas no sistema e o monitorou como o ciclone tropical 05P. No dia seguinte, RSMC Nadi atualizou a depressão em um ciclone tropical de categoria 1 e nomeou-o "Vania". Mais tarde naquele dia, RSMC Nadi relatou que Vania havia se intensificado em um ciclone tropical de categoria 2. No dia seguinte, RSMC Nadi transformou Vania em um ciclone tropical severo de Categoria 3. Mais tarde naquele dia, RSMC Nadi relatou que Vania começou a enfraquecer e rebaixou-o para um ciclone tropical de categoria 2. Posteriormente, ele foi rebaixado para um ciclone tropical de categoria 1 em 14 de janeiro. Em 15 de janeiro, o JTWC emitiu seu aviso final no sistema. Logo, emitindo seu parecer final, RSMC Nadi rebaixou a Vania para uma Depressão Tropical.

### Ciclone tropical severo Zelia
Em 16 de janeiro, o Joint Typhoon Warning Center (JTWC) e o Fiji Meteorological Service (RSMC Nadi) relataram que o ciclone tropical severo Zelia cruzou 160° E e entrou no Oceano Pacífico Sul como um ciclone tropical severo de categoria três. No dia seguinte, RSMC Nadi rebaixou Zelia a um ciclone tropical de categoria dois. Como Zélia começou a enfraquecer e não havia mais previsão de afetar Fiji, RSMC Nadi emitiu seu Aviso de Perturbação Tropical final. No final de 17 de janeiro, o JTWC relatou que Zélia estava enfraquecendo rapidamente e acelerando em direção à Nova Zelândia. Zélia foi inicialmente previsto para impactar diretamente a Ilha Norfolk, mas em vez disso se afastou e enfraqueceu. O Australian Bureau of Meteorology informou que a ilha pode experimentar ventos fortes e ondas de 7 m (23 ft). Também foi relatado que Zélia poderia trazer rajadas de vento de até 120 km/h (75 mph) para a Nova Zelândia.
Segundo a mídia, chuvas fortes e ventos fortes estão sendo sentidos em todo o país. Um deslizamento de terra foi relatado entre Hawkes Crag e Fern Arch na State Highway 6 entre Westport e Inangahua Junction.

### Ciclone tropical severo Wilma
No início de 19 de janeiro, RSMC Nadi relatou que o Distúrbio Tropical 06F havia se desenvolvido dentro de uma depressão de baixa pressão de cerca de 665 km (413 mi) ao nordeste de Nadi, Fiji. Durante aquele dia, a convecção em torno do distúrbio tornou-se gradualmente mais organizada antes da manhã do dia seguinte, RSMC Nadi relatou que havia se intensificado para uma depressão tropical. Em 22 de janeiro, o Joint Typhoon Warning Center (JTWC) começou a monitorar o sistema como ciclone tropical '08P'. Mais tarde, no mesmo dia, RSMC Nadi atualizou a Depressão Tropical 06F para um ciclone tropical e o nomeou 'Wilma'. No início de 24 de janeiro, RSMC Nadi melhorou ainda mais o Wilma para um ciclone tropical de categoria 2. Mais tarde no mesmo dia, RSMC Nadi relatou que Wilma havia se intensificado para um ciclone tropical severo de categoria 3. Wilma continuou a fortalecer e, em 26 de janeiro, o RSMC Nadi o atualizou para um ciclone tropical severo de categoria 4. No início de 27 de janeiro, Wilma entrou na área de responsabilidade do TCWC Wellington. Poucas horas depois, TCWC Wellington assumiu a responsabilidade total da Wilma e rebaixou-a para um ciclone tropical severo de categoria 3. Wilma continuou a enfraquecer e TCWC Wellington rebaixou-o ainda mais para um ciclone tropical. Em 28 de janeiro, o JTWC, emitindo seu aviso final, relatou que o sistema fez uma curva para sudeste ao longo da costa da Ilha do Norte, na Nova Zelândia, e começou a se tornar extratropical. Poucas horas depois, o TCWC Wellington rebaixou-o para baixo, não mais considerando-o tropical.
Na Samoa Americana, os ventos fortes danificaram os telhados, derrubaram árvores e cortaram a energia. As fortes chuvas também provocaram alguns deslizamentos de terra, mas os danos gerais foram leves. Com isso, o Aeroporto Internacional de Pago Pago foi fechado e o governador da Samoa Americana, Togiola Tulafono, ordenou que agências governamentais locais ajudassem os necessitados. Depois que Wilma ultrapassou a Samoa Americana, um alerta de ciclone tropical foi emitido nas ilhas de Tonga e Lau. Na manhã de 25 de janeiro, Wilma soprou sobre Tonga como um forte ciclone tropical. Grandes danos foram relatados nas Ilhas Ha'apai de Tonga. Wilma também interrompeu a viagem do Ministro das Relações Exteriores da Nova Zelândia, Murray McCully a Tonga.

### Depressão tropical 07F
No final de 21 de janeiro, RSMC Nadi relatou que o Distúrbio Tropical 07F havia desenvolvido cerca de 570 km (350 mi) a noroeste de Nouméa, na Nova Caledônia. Durante o dia seguinte, a perturbação gradualmente se organizou ainda mais, com RSMC Nadi relatando que havia se desenvolvido em uma depressão tropical naquele dia. No início de 22 de janeiro, RSMC Nadi divulgou seu comunicado final sobre a depressão tropical, uma vez que passou para a área de responsabilidade do TCWC Wellington. Poucas horas depois de cair sob sua responsabilidade, Wellington declarou o sistema como baixo, não mais o considerando tropical.

### Depressão tropical Anthony
No final de 24 de janeiro, RSMC Nadi e TCWC Brisbane relataram que o ciclone tropical Anthony havia se movido da região australiana para a bacia como um ciclone tropical de categoria 1. O sistema posteriormente enfraqueceu em uma depressão tropical durante o dia seguinte, no entanto, durante sua pós-análise do sistema, TCWC Brisbane relatou que Anthony havia enfraquecido em uma baixa tropical, antes de se mover para a bacia em 24 de janeiro. Durante 25 de janeiro, Anthony moveu-se para o oeste-noroeste e saiu da bacia do Pacífico Sul, à medida que uma crista de alta pressão se desenvolveu a sudeste do sistema.

### Ciclone tropical severo Yasi
No início de 26 de janeiro, RSMC Nadi relatou que o Distúrbio Tropical 09F, havia se desenvolvido dentro de uma depressão de superfície, cerca de 830 km (520 mi), a nordeste de Nadi, Fiji. Durante aquele dia, a perturbação gradualmente se organizou ainda mais, antes que RSMC Nadi relatasse no dia seguinte, que havia se desenvolvido para uma depressão tropical. Ao longo dos próximos dias, a depressão desviou-se para o oeste, enquanto gradualmente se intensificava e se organizava ainda mais. No final do dia 29 de janeiro, o JTWC emitiu um Alerta de Formação de Ciclones Tropicais sobre o desenvolvimento da depressão tropical, antes de designá-la como 11P e iniciar os alertas sobre o sistema. Cedo no dia seguinte, RSMC Nadi relatou que a depressão havia se intensificado para um ciclone tropical de categoria um e chamou-o de Yasi, enquanto estava localizado a cerca de 510 km (320 mi) ao nordeste de Port Vila em Vanuatu. Yasi continuou a se intensificar ao longo daquele dia, enquanto afetava as Ilhas Salomão e Vanuatu. No início de 31 de janeiro, RSMC Nadi relatou que Yasi havia se intensificado para um ciclone tropical de categoria dois, antes de relatar que havia se tornado um ciclone tropical severo. Durante aquela tarde, tanto o JTWC quanto o RSMC Nadi relataram que o sistema se moveu através de 160 ° E e saiu da Bacia do Pacífico Sul para a região australiana, onde se tornou uma tempestade muito mais forte antes de atingir Queensland durante os primeiros dias de fevereiro.

### Ciclone tropical Zaka
No início de 5 de fevereiro, RSMC Nadi relatou que o Distúrbio Tropical 10F, havia desenvolvido cerca de 200 km (120 mi), ao sudeste de Nukualofa em Tonga. Durante aquele dia, a perturbação gradualmente se organizou ainda mais enquanto se movia em direção ao leste. RSMC Nadi, então classificou o distúrbio como uma depressão tropical, mais tarde naquele dia. A intensificação continuou e no dia seguinte, RSMC Nadi atualizou a depressão tropical 10F em um ciclone tropical e nomeou-o 'Zaka'. Logo, Zaka cruzou 25 ° S e TCWC Wellington assumiu total responsabilidade pelo Ciclone. Horas depois, o JTWC iniciou alertas no sistema e o designou com '12P'. À meia-noite daquele dia, TCWC Wellington melhorou Zaka em um ciclone tropical de categoria 2. No dia seguinte, o sistema começou a enfraquecer e se tornou um ciclone tropical de categoria 1. Horas depois, TCWC Wellington rebaixou Zaka para baixo, não mais considerando tropical. Mais tarde naquele dia, o JTWC, relatando que o sistema enfraqueceu rapidamente, emitiu seu aviso final no sistema.
Advertências meteorológicas foram emitidas para a Ilha de Raoul conforme o sistema se intensificava e poderia trazer uma quantidade significativa de chuva. Esperava-se inicialmente que Zaka se mudasse para o sul e impactasse a Nova Zelândia. No entanto, o sistema enfraqueceu rapidamente e passou vários quilômetros a leste das ilhas.

### Ciclone tropical severo Atu
No início de 13 de fevereiro, RSMC Nadi relatou que o Distúrbio Tropical 11F havia se formado cerca de 65 km ao sudoeste de Port Vila em Vanuatu. Durante o dia seguinte, o sistema mudou gradualmente para o norte e começou a se intensificar. No final de 16 de fevereiro, a perturbação mudou para sul-sudeste e se intensificou em uma depressão tropical. Na manhã seguinte, a organização do sistema melhorou, mas a convecção diminuiu inesperadamente. No início de 18 de janeiro, a convecção profunda começou a se desenvolver sobre o Centro de Circulação de Baixo Nível (LLCC), que é muito favorável para a ciclogênese tropical. No final daquele dia, o JTWC começou a monitorar o sistema como Ciclone Tropical 17P. No dia seguinte, RSMC Nadi atualizou a depressão em um ciclone tropical de categoria 1 e chamou-o de Atu. À meia-noite daquele dia, RSMC Nadi atualizou Atu em um ciclone tropical de Categoria 2, e seis horas depois, foi atualizado novamente para um ciclone tropical severo de Categoria 3, e novamente em um ciclone Tropical de Categoria 4 Severe. Embora Atu tenha se fortalecido rapidamente, ele enfraqueceu inesperadamente no dia seguinte devido a um ciclo de substituição da parede do olho. No início de 23 de fevereiro, Atu cruzou 25 ° S e entrou na área de responsabilidade do TCWC Wellington como um ciclone tropical severo de categoria 3. Mais tarde naquele dia, o JTWC, relatando que o sistema estava se tornando extratropical, emitiu seu aviso final sobre Atu. À meia-noite daquele dia, TCWC Wellington relatou que Atu não era mais um ciclone tropical severo. Em seis horas, o TCWC Wellington rebaixou Atu a um nível baixo, não mais considerando-o tropical.
As operações de socorro em Vanuatu relacionadas ao Ciclone Vania foram temporariamente interrompidas devido às condições perigosas produzidas por Atu. Todos os navios de alto mar interromperam as operações e muitos voos foram cancelados durante a sua passagem. Em Efate, 400 as pessoas buscaram refúgio em abrigos públicos. Entre 20 e 22 de fevereiro, o ciclone Atu trouxe fortes chuvas e ventos fortes para partes da província de Tafea. Ainda se recuperando do ciclone Vania do mês anterior, Atu danificou ou destruiu as plantações restantes na província. Os danos à agricultura em Tanna foram considerados devastadores. Frutas em todas as bananeiras e coqueiros foram explodidas. As comunicações com as ilhas de Aniwa e Futuna foram perdidas durante o ciclone. O contato foi restabelecido três dias após a passagem da tempestade. Danos menores ocorreram em Efate, com algumas árvores caídas e destroços espalhados.
O MV Nakato forneceu 240 toneladas de arroz para residentes em Tanna em 25 de fevereiro enquanto o MV Makila era usado para levar arroz para residentes em Aniwa, Aneityum, Erromango e Futuna. Posteriormente, o Governo da França realizou pesquisas de área nas áreas afetadas. Um mês após a passagem de Atu, os residentes no leste de Tanna relataram que não receberam ajuda do governo, apesar dos carregamentos terem chegado às áreas menos afetadas. O Escritório Nacional de Gestão de Desastres admitiu mais tarde que não tinha arroz suficiente para distribuir em todas as áreas afetadas e recebeu informações incorretas das equipes de pesquisa.

### Ciclone tropical severo Bune
Em 22 de março, RSMC Nadi analisou que uma Perturbação Tropical se formou a cerca de 70 milhas a NNW da ilha de Fonualei , Tonga. Mais tarde, no mesmo dia, ele foi atualizado para uma Depressão Tropical, e avisos de ciclone foram emitidos para as ilhas na Divisão Leste de Fiji. À medida que se aproximava da Linha Internacional de Data, ele continuou a se fortalecer e foi chamado de Ciclone Tropical Bune, e conforme se movia geralmente para o sul, alcançou a categoria 3 em 25 de março.

### Outros sistemas
Os seguintes distúrbios tropicais também foram monitorados por RSMC Nadi, no entanto, esses sistemas tiveram vida curta ou não se desenvolveram significativamente. Em 31 de dezembro, o Distúrbio Tropical 02F se desenvolveu dentro de um vale de baixa pressão cerca de 930 km (580 mi) ao sudeste de Pago Pago na Samoa Americana. Ao longo dos próximos dias, a organização da perturbação aumentou ligeiramente em uma área de baixo vento vertical, antes de RSMC Nadi emitir seu parecer final sobre a perturbação enquanto se movia ao sul de 25° S para a área de responsabilidade do TCWC Wellington. Poucos dias depois, enquanto o ciclone Vania estava se desenvolvendo perto de Fiji, RSMC Nadi começou a monitorar o Distúrbio Tropical 04F, que se desenvolveu dentro de um vale de monção, cerca de 300 km (190 mi) a noroeste da capital da Nova Caledônia, Nouméa. Nos dias seguintes, a perturbação permaneceu fraca e mal organizada, antes de RSMC Nadi emitir seu comunicado final sobre o sistema em 7 de janeiro, já que não se esperava que a perturbação se transformasse em um ciclone tropical.
Durante 7 de março, a Baixa Tropical 21U desenvolveu-se na região australiana, cerca de 1,000 km (620 mi) a noroeste de Yeppoon, Queensland. Durante aquele dia, a baixa tropical moveu-se para o leste e para a bacia do Pacífico Sul, onde RSMC Nadi esperava que o sistema se transformasse em um ciclone tropical e o designou como Depressão Tropical 12F durante 8 de março. No entanto, durante aquele dia, conforme o sistema foi direcionado para sudeste em uma área de cisalhamento de vento moderado a alto, a convecção atmosférica ao redor do sistema diminuiu, antes de ser observada pela última vez durante 9 de março. O Distúrbio Tropical 14F desenvolveu-se durante 9 de abril, perto de Vanuatu e ao longo dos próximos dias moveu-se lentamente para sudeste, antes de ser notado pela última vez em 11 de abril, após a convecção em torno do sistema não ter se organizado. Depressão tropical 15F desenvolveu-se durante 16 de abril, dentro de uma área de vento vertical moderado de cerca de 600 km (370 mi) a leste da Nova Caledônia. Durante aquele dia, a depressão moveu-se para o sul-sudeste antes que o comunicado final sobre o sistema fosse emitido, pois ela deixou os trópicos e a convecção ao redor do sistema começou a se tornar desorganizada. Em 28 de abril, previa-se que uma área de baixa pressão que havia se desenvolvido na região australiana se transformaria em um distúrbio tropical à medida que se movia para a bacia do Pacífico Sul. Durante o dia seguinte, ele foi classificado como Depressão Tropical 16F enquanto estava localizado perto da Nova Caledônia, antes de ser notado pela última vez naquele dia quando saiu dos trópicos. A depressão tropical final da temporada desenvolveu-se durante 10 de maio, dentro de uma área de vento vertical moderado a alto, cerca de 155 km (96 mi) ao nordeste de Avarua, na ilha sul de Cook de Rarotonga. Ao longo do dia seguinte, a depressão moveu-se em direção ao sudeste, antes de ser observada pela última vez naquele dia por RSMC Nadi, enquanto se movia para a área de responsabilidade do TCWC Wellington.

## Efeitos sazonais
Esta tabela lista todas as tempestades que se desenvolveram no Pacífico Sul a leste da longitude 160° E durante a temporada 2010-2011. Inclui sua intensidade na escala de intensidade do ciclone tropical australiano, duração, nome, chegadas a terra, mortes e danos. Todos os dados são retirados do RSMC Nadi e / ou TCWC Wellington, e todos os números dos danos são em 2011 USD.
| Nome                | Datas ativo               | Classificação máxima                | Velocidade de vento sustentados | Pressão               | Áreas afetadas                                | Danos (USD)  | Fatalidades | Refs           |
| ------------------- | ------------------------- | ----------------------------------- | ------------------------------- | --------------------- | --------------------------------------------- | ------------ | ----------- | -------------- |
| 01F                 | 24 de novembro–30         | Depressão tropical                  | 65 km/h (40 mph)                | 999 hPa (29.5 inHg)   | Vanuatu, Fiji                                 | Nenhum       | Nenhum      | [ 18 ]         |
| 02F                 | Dezembro janeiro 31–2     | Distúrbio tropical                  | Não definido                    | 1,004 hPa (29.6 inHg) | Nenhum                                        | Nenhum       | Nenhum      | [ 104 ]        |
| Vania               | 5 de janeiro–15           | Ciclone tropical categoria 2        | 100 km/h (60 mph)               | 973 hPa (28.7 inHg)   | Fiji, Vanuatu, Nova Caledónia, Nova Zelândia  | $11 000 000  | 10          | [ 119 ]        |
| 04F                 | 5 de janeiro–7            | Distúrbio tropical                  | Não definido                    | 1,002 hPa (29.6 inHg) | Nova Caledónia                                | Nenhum       | Nenhum      |                |
| Zelia               | 16 de janeiro–17          | Ciclone tropical severo categoria 4 | 165 km/h (105 mph)              | 957 hPa (28.3 inHg)   | Nova Caledónia, Norfolk Island, Nova Zelândia | Nenhum       | Nenhum      | [ 35 ]         |
| Wilma               | 19 de janeiro–28          | Ciclone tropical severo categoria 4 | 185 km/h (115 mph)              | 935 hPa (27.6 inHg)   | Ilhas Samoa, Tonga, Nova Zelândia             | $22 000 000  | 3           | [ 49 ] [ 120 ] |
| 07F                 | 20 de janeiro–22          | Depressão tropical                  | 65 km/h (40 mph)                | 996 hPa (29.4 inHg)   | Nova Caledónia                                | Nenhum       | Nenhum      |                |
| Anthony             | 24 de janeiro–25          | Depressão tropical                  | 45 km/h (30 mph)                | 998 hPa (29.5 inHg)   | Nenhum                                        | Nenhum       | Nenhum      | [ 59 ]         |
| Yasi                | 26 de janeiro–31          | Ciclone tropical severo categoria 3 | 150 km/h (95 mph)               | 963 hPa (28.4 inHg)   | Tuvalu, Fiji, Ilhas Salomão, Vanuatu          | Menor        | 1           |                |
| Zaka                | 5 de fevereiro–7          | Ciclone tropical categoria 2        | 95 km/h (60 mph)                | 985 hPa (29.1 inHg)   | Nenhum                                        | Nenhum       | Nenhum      |                |
| Atu                 | 13 de fevereiro–24        | Ciclone tropical severo categoria 4 | 165 km/h (105 mph)              | 937 hPa (27.7 inHg)   | Vanuatu                                       | Desconhecido | Nenhum      |                |
| 12F                 | 7 de março–9              | Depressão tropical                  | 45 km/h (30 mph)                | 1,002 hPa (29.6 inHg) | Vanuatu                                       | Nenhum       | Nenhum      |                |
| Bune                | 22 de março–29            | Ciclone tropical severo categoria 3 | 130 km/h (80 mph)               | 967 hPa (28.6 inHg)   | Fiji                                          | Nenhum       | Nenhum      |                |
| 14F                 | 10 de abril–11            | Distúrbio tropical                  | Não definido                    | 1,005 hPa (29.7 inHg) | Vanuatu                                       | Nenhum       | Nenhum      |                |
| 15F                 | 15 de abril–17            | Depressão tropical                  | 55 km/h (35 mph)                | 999 hPa (29.5 inHg)   | Nenhum                                        | Nenhum       | Nenhum      |                |
| 16F                 | 28 de abril–30            | Depressão tropical                  | Não definido                    | 1,002 hPa (29.6 inHg) | Nenhum                                        | Nenhum       | Nenhum      |                |
| 17F                 | 10 de maio–11             | Depressão tropical                  | 55 km/h (35 mph)                | 1,000 hPa (30 inHg)   | Nenhum                                        | Nenhum       | Nenhum      |                |
| Totais da temporada |                           |                                     |                                 |                       |                                               |              |             |                |
| 17 sistemas         | 24 de novembro–11 de maio |                                     | 185 km/h (115 mph)              | 935 hPa (27.6 inHg)   |                                               | >$33 000 000 | 13          |                |